# Ernesto Paternò
Ernesto Paternò, voluit Ernesto Paternò  Castello di Carcaci (Paternò, 7 augustus 1882 – Rome, 9 april 1971) was een Italiaans edelman en religieus, luitenant-grootmeester van de Soevereine Orde van Malta.

## Levensloop
Ernesto Paternò Castello di Carcaci behoorde tot de adellijke Siciliaanse familie van de hertogen van Carcaci en de prinsen van Biscari.
Door de uitgebreide soevereine raad van de Orde van Malta werd hij op 25 april 1955 verkozen tot luitenant-grootmeester, in opvolging van de luitenant-grootmeester Antonio Hercolani. Hij was hierbij de verrassende kandidaat tegen de Piemontese edelman Giampaolo Melzi d'Eril (1908-1994), die door kardinaal Nicola Canali (1874-1961) werd naar voor geschoven. Deze overwinning van de Orde van Malta tegen de kardinaal, betekende meteen in grote mate het einde van de strijd vanwege het Vaticaan om de Orde van Malta in te palmen.
Onder zijn bestuur bevestigde de Orde van Malta zijn soevereiniteit, onder meer door opnieuw munt te slaan, na een onderbreking van anderhalve eeuw.
Hij oefende het ambt uit totdat in mei 1962, na elf jaar interregnum, Angelo de Mojana di Cologna (1905-1988) tot grootmeester werd verkozen.
Hij werd ridder in de Orde van het Gulden Vlies (Spaanse tak).